# 난카이 전기 철도 8200계 전동차
난카이 전기 철도 8200계 전동차(일본어: 南海8200系電車)는 1982년부터 운행하고 있는 난카이 전기 철도의 전동차이다. 전 편성이 도큐차량제조에서 제조되었다. 2013년부터 순차별로 개조에 들어가면서 현재는 난카이 전기 철도 6250계 전동차(일본어: 南海6250系電車)로 명칭이 변경되었다.